# Zone 2 des transports en commun d'Île-de-France

Carte du RER d'Île-de-France indiquant la division de la région en zones tarifaires. La zone 2 est la zone blanche autour de la zone la plus au centre.

La zone 2 est une zone du système tarifaire zonal concentrique utilisé par les transports en commun d'Île-de-France.

## Caractéristiques
La zone 2 est comprise entre les zones 1 (correspondant à Paris intra-muros) et 3 (vers l'extérieur). Elle a vu le jour en même temps que la carte Orange en 1975.
Géographiquement, la zone 2 correspond à une mince couronne autour des limites de la commune de Paris, et peu ou prou aux communes limitrophes de Paris ainsi qu'au bois de Boulogne et à la partie ouest du bois de Vincennes.
Une disposition tarifaire particulière était prévue pour les voyageurs du métro possédant un titre de transport ne couvrant que les zones 1-2. En effet, ceux-ci pouvaient utiliser leur titre jusqu'au bout de toutes les lignes de métro même si la station terminus de leur trajet est en zone 3 : par exemple, pour se rendre à la gare de la Défense située en zone 3 il suffisait d'un ticket t+ pour s'y rendre avec la ligne 1 du métro tandis que pour s'y rendre via la ligne A du RER il fallait un billet origine-destination ou un titre incluant la zone 3 pour un trajet en bus. La mise en place du ticket « Métro-Train-RER » le 1er janvier 2025 simplifie cette situation, le nouveau ticket étant utilisable indifféremment sur le métro, le Transilien ou le RER sans limite de distance.

## Gares

### RER A
- Vincennes

### RER B
- La Plaine - Stade de France
- Gentilly
- Laplace

### RER C
- Issy
- Issy-Val de Seine
- Ivry-sur-Seine
- Saint-Ouen

### RER D
- Stade de France - Saint-Denis

### RER E
- Pantin

### Transilien L
- Clichy - Levallois

### Transilen N
- Vanves - Malakoff
- Clamart

## Stations de métro
La zone 2 est desservie par la plupart des lignes de métro, hormis les lignes 2, 3 bis, 6 et 7 bis qui ne desservent que Paris intra-muros.

### Ligne 1
- Saint-Mandé
- Bérault
- Château de Vincennes
- Les Sablons
- Pont de Neuilly

### Ligne 3
- Gallieni
- Louise Michel
- Anatole France
- Pont de Levallois - Bécon

### Ligne 4
- Mairie de Montrouge
- Barbara
- Bagneux - Lucie Aubrac

### Ligne 5
- Hoche
- Église de Pantin
- Bobigny - Pantin - Raymond Queneau

### Ligne 7
- Aubervilliers - Pantin - Quatre Chemins
- Fort d'Aubervilliers
- Le Kremlin-Bicêtre
- Villejuif - Léo Lagrange
- Pierre et Marie Curie
- Mairie d'Ivry

### Ligne 8
- Liberté
- Charenton - Écoles

### Ligne 9
- Marcel Sembat
- Billancourt
- Pont de Sèvres
- Robespierre
- Croix de Chavaux
- Mairie de Montreuil

### Ligne 10
- Boulogne - Jean Jaurès
- Boulogne - Pont de Saint-Cloud

### Ligne 11
- Mairie des Lilas
- Serge Gainsbourg

### Ligne 12
- Mairie d'Aubervilliers
- Aimé Césaire
- Front populaire
- Corentin Celton
- Mairie d'Issy

### Ligne 13
- Garibaldi
- Mairie de Saint-Ouen
- Carrefour Pleyel
- Mairie de Clichy
- Malakoff - Plateau de Vanves
- Malakoff - Rue Étienne-Dolet

### Ligne 14
- Saint-Denis Pleyel
- Saint-Ouen
- Mairie de Saint-Ouen
- Hôpital Bicêtre

## Tramway
La zone 2 est en revanche très peu desservie par les tramways : la plupart des lignes de tramways sont implantées en zones 3 et 4. Seul des tronçons des lignes T2 et T9 sont dans cette zone tarifaire, les lignes T3a et T3b étant à la lisière de Paris et des communes limitrophes.
- T2 : entre Issy-Val de Seine et Les Moulineaux
- T9 : entre Châteaudun - Barbès et La Briqueterie